# Chenopodium ingens
Chenopodium ingens är en amarantväxtart som beskrevs av Ignatz Urban. Chenopodium ingens ingår i släktet ogräsmållor, och familjen amarantväxter. Inga underarter finns listade i Catalogue of Life.